# Thomas Homewood
Thomas Homewood (nació el 25 de septiembre de 1881, fecha de muerte desconocida) fue un atleta británico que compitió en los Juegos Olímpicos de 1908 en Londres.
Homewood ganó la medalla de bronce olímpica en el tira y afloja durante los Juegos Olímpicos de Londres 1908. Formó parte del equipo británico  de la Policía Metropolitana de División "K" que quedó en tercer lugar en la competencia del tira y afloja. Se perdió en la semifinal contra el equipo de Policía de Ciudad de Londres, desde entonces ha ganado la final de la Policía de Liverpool y fueron campeones olímpicos. El equipo de la Policía Metropolina de División "K", ganó finalmente la medalla de bronce contra Suecia. Había cinco equipos que participaron, todas las medallas ganadas por los equipos británicos.